# Гурульба
Гурульба́ (бур. Гγрэльбэ) — село в Иволгинском районе Бурятии. Административный центр сельского поселения «Гурульбинское».

## География
Расположено в 15 км к северо-востоку от районного центра, села Иволгинска, на высоком левом борте долины реки Иволги на северо-восточных склонах Хамар-Дабана, на речках Большая Речка и Гурульба. Находится в 1—3 км северо-западнее границ городского округа Улан-Удэ, в 13 км от центра города, в 1,5 км к северу от международного аэропорта «Байкал».

## История
Село основано в 1869 году. В состав села вошло селение Худяковское.

## Население
| 2002 | 2010  | 2021  |
| ---- | ----- | ----- |
| 1653 | ↗2707 | ↗4535 |

## Инфраструктура
Средняя общеобразовательная школа, врачебная амбулатория.

## Религия
Православный храм в честь святых апостолов Петра и Павла возведён в 1910 году. При церкви действовала приходская школа. В 1939 году храм был закрыт, здание использовалось как сельский клуб. В 2004 году здание церкви возвращено верующим. С 2011 года — самостоятельный приход Улан-Удэнской епархии РПЦ.